# Mus tenellus
Mus tenellus (Thomas, 1903) è un roditore della famiglia dei Muridi diffuso nell'Africa orientale.

## Descrizione

### Dimensioni
Roditore di piccole dimensioni, con la lunghezza della testa e del corpo tra 44 e 62 mm, la lunghezza della coda tra 34 e 43 mm, la lunghezza del piede tra 12 e 14 mm, e la lunghezza delle orecchie tra 8 e 10 mm.

### Aspetto
Le parti dorsali sono color sabbia, talvolta più scure lungo la spina dorsale, mentre le parti ventrali sono bianche. La linea di demarcazione lungo i fianchi è netta. Le orecchie sono corte e grigiastre, una macchia bianca è presente davanti e dietro la base di ogni orecchio, spesso unite tra loro a formare un anello bianco. Le zampe sono bianche. I piedi sono sottili. La coda è più corta della testa e del corpo, è scura sopra, più chiara sopra e rivestita di scaglie e di piccolissime setole.

## Biologia

### Comportamento
È una specie terricola. 

### Riproduzione
Danno alla luce 3-4 piccoli alla volta.

## Distribuzione e habitat
Questa specie è diffusa nell'Etiopia occidentale e centrale, Sudan sud-orientale e Kenya settentrionale.
Vive nelle savane aride fino a 2.000 metri di altitudine.

## Conservazione
La IUCN Red List, considerato che questa specie è ampiamente diffusa nell'Africa orientale, localmente comune e priva di reali minacce, classifica il Mus tenellus come specie a rischio minimo (Least Concern).